# Lee Meriwether (Schriftsteller)

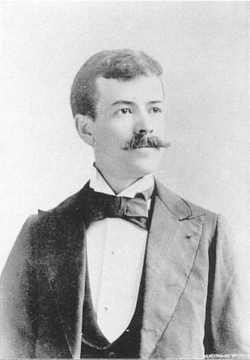
Lee Meriwether

Minor Lee Meriwether (* 25. Dezember 1862 in Columbus, Lowndes County, Mississippi; † 12. März 1966 in St. Louis, Missouri) war ein US-amerikanischer Schriftsteller, Jurist sowie Diplomat.

## Leben

### Familie und Ausbildung
Der nach Robert Edward Lee benannte Lee Meriwether, jüngstes von drei Kindern des Zivilingenieurs, späteren Rechtsanwalts sowie während des Sezessionskrieges Offiziers des konföderierten Heeres Minor Meriwether (1827–1910) und dessen Ehegattin, der engagierten Frauenrechtlerin Elizabeth Avery Meriwether (1824–1916), erhielt seine schulische Ausbildung in Memphis im Bundesstaat Tennessee. Lee Meriwether widmete sich seit 1889 dem Studium der Rechtswissenschaften in St. Louis, 1892 erwarb er die Zulassung zur Anwaltschaft. 
Lee Meriwether war in erster Ehe mit Millicent Nye Meriwether (1869–1952), nach der Scheidung 1892 in zweiter Ehe mit Jessie Maude Meriwether (1878–1945), nach deren Tod in dritter Ehe mit Ann Rucker Meriwether (1899–1957) verheiratet. Aus der ersten Ehe entstammte die Tochter Elsa Nye Meriwether (1890–1943), aus der zweiten Ehe die Tochter Marie Rivers Meriwether (1897–1899) sowie der Sohn Minor Lee Meriwether (1901–1927). Nachdem Lee Meriwether Anfang März 1966 eine Hüftfraktur erlitten hatte, verstarb er eine Woche später im hohen Alter von 103 Jahren an einem plötzlichen Herzinfarkt im Barnes Hospital in St. Louis. 

### Beruflicher Werdegang
Nach seinem Schulabschluss in Memphis arbeitete Meriwether für die Philadelphia Press in Kalifornien, 1884 unternahm er eine Reise nach Europa, wobei er zu Fuß von Gibraltar bis zum Bosporus unterwegs war. Nach seiner Rückkehr beauftragte ihn der Secretary of the Interior Lucius Quintus Cincinnatus Lamar einen Bericht über die Arbeitsbedingungen in Europa zu verfassen, der 1886 im Annual Report des U.S. Bureau of Labor erschien. In der Folge war Meriwether bis 1889 als Spezialagent für das U.S. Interior Department verpflichtet, betraut Daten betreffend die Arbeitsbedingungen in den Vereinigten Staaten und Hawaii zu sammeln. Nachdem er 1891 Gefängnisse im Mittelmeerraum besucht hatte, war er ab dem Folgejahr als Rechtsanwalt in St. Louis eingesetzt. Zusätzlich wirkte er dort zwischen 1889 und 1890 sowie 1895 und 1896 als Labor Commissioner von Missouri (Vorstand des Missouri Department of Labor).
Darüber hinaus wurde Lee Meriwether 1915 zum Special Assistant des amerikanischen Botschafters in Frankreich ernannt und damit beauftragt, die Haftbedingungen deutscher Kriegsgefangener zu bewerten.
Lee Meriwether trat im Besonderen als Reiseschriftsteller hervor: Seine ersten Erfolge gegen Ende der 1880er Jahre waren Bücher über preisgünstige Wanderungen („tramping“) durch Europa und die Vereinigten Staaten; weitere Reisen unternahm er später mit dem Schiff (1890er) und dem Automobil (frühe 1910er). Auch über seine Zeit im diplomatischen Dienst während des Ersten Weltkriegs schrieb er ein Buch. Hochbetagt in den 1950ern und 1960ern verfasste er noch Memoiren und Zeitzeugenberichte, unter anderem auch über eine persönliche Begegnung mit dem konföderierten Präsidenten Jefferson Davis.

## Werke (Auswahl)
- A tramp trip : how to see Europe on fifty cents a day, Harper & Bros., New York, 1887
- The tramp at home, Harper & Bros., New York, 1889
- Afloat and ashore on the Mediterranean, C. Scribner's Sons, New York, 1892
- The great British northwest territory, 1894
- Seeing Europe by automobile; a five-thousand-mile motor trip through France, Switzerland, Germany, and Italy; with an excursion into Andorra, Corfu, Dalmatia, and Montenegro, The Baker & Taylor company, New York, 1911
- The war diary of a diplomat, Dodd, Mead and Company, New York, 1919
- My first 98 years, 1862-1960, Artcraft Press, Columbia, Mo, 1960